# Абрых
Абрых (азерб. Abrıx) — село на севере Азербайджана, входит в состав Габалинского района.

## География
Абрых находится в 8 км (по автодороге — 12 км) к северо-западу от районного центра Габала. Деревня расположена на высоте 898 метров.

## История
По имеющимся данным село Абрых основано выходцами из села Тиканлы, ныне Габалинского района Азербайджана.

## Климат
Средняя температура составляет 12 °C. Самый теплый месяц — июль со средней температурой 25 °C, а самый холодный январь — со средней температурой −2 °C. Среднее количество осадков составляет 510 миллиметров в год. Самый влажный месяц — май (70 мм осадков), а самый сухой — август (6 мм осадков).

## Население
В 2009 году население Абрыха составило 675 человек. Жители заняты земледелием, рыболовством, животноводством. Имеются средняя школа, клуб, библиотека.